# Rasensport-Preußen Königsberg
Rasensport-Preußen Königsberg was een Duitse voetbalclub uit de Oost-Pruisische hoofdstad Koningsbergen (Königsberg), dat tegenwoordig het Russische Kaliningrad is.

## Geschiedenis
De club werd in 1905 opgericht als SC Preußen 1905 Königsberg. In 1920 fusioneerde de club met VfR Königsberg, Favorit Königsberg en RSV Ostmark Königsberg en nam de naam Rasensport-Preußen Königsberg aan.
De club ging in de Bezirksliga Königsberg spelen. De kampioen daarvan stootte door naar de Oost-Pruisische eindronde. In het eerste seizoen werd de club vicekampioen, zij het met grote achterstand op VfB Königsberg. Ook in 1923 werden ze vicekampioen, met nu tien punten achterstand op VfB. In 1926 werd de Ostpreußenliga ingevoerd als hoogste divisie voor Oost-Pruisen. Enkel de top twee van de Bezirksliga plaatste zich hiervoor en de Bezirksliga werd nu de tweede klasse vanaf 1926/27. Als derde in de stand mocht de club het jaar erop wel aan de kwalificatieronde deelnemen. Via die ronde kon de club in 1926/27 de promotie afdwingen naar de Ostpreußenliga. De club trok zich na tien speeldagen van de twaalf terug uit de competitie. In 1930 werd deze competitie weer afgevoerd en werd de Bezirksliga opnieuw de hoogste divisie. Rasensport-Preußen was ook weer van de partij. Door de strenge winters in het Baltische gebied werd de competitie van 1932/33 in 1931 al begonnen en de geplande competitie van 1933/34 al in 1932. Nadat de NSDAP aan de macht kwam werd de competitie door heel Duitsland grondig geherstructureerd. De Gauliga Ostpreußen werd ingevoerd en het seizoen 1933/34, dat al begonnen was werd niet voltooid. Wel werd op basis van die eindstand het aantal deelnemers bepaald. Omdat de club samen met VfB Königsberg de rangschikking aanvoerde mochten ze starten in de Gauliga.
De club werd vierde in het eerste seizoen. Het volgende seizoen werd de club laatste, maar degradeerde niet door een competitiehervorming. De Bezirksklasse, de tweede klasse, werd de voorronde van de Gauliga, waarin alle clubs uit de Gauliga en de beste tweedeklassers van het jaar ervoor speelden. De top twee van elke divisie plaatste zich voor de eigenlijke Gauliga. Na een derde plaats in het eerste jaar werd de club in 1936/37 groepswinnaar, voor stadsrivalen VfB Königsberg en SV Prussia-Samland Königsberg. De club plaatste zich zo voor de eindronde, die in twee groepen verdeeld was en werd tweede achter Hindenburg Allenstein. Het volgende seizoen werd de club derde, waardoor ze zich net kwalificeerden voor de nieuwe Gauliga die nog maar uit één reeks van tien clubs zou bestaan. De club werd laatste en degradeerde. Het volgende seizoen trok de club zich zelfs terug uit de competitie. In 1941 speelde de club opnieuw in de Bezirksklasse maar slaagde er de volgende seizoenen niet meer in te promoveren.
Na de Tweede Wereldoorlog moest Duitsland de provincie Oost-Pruisen afstaan en werd deze verdeeld onder Polen en de Sovjet-Unie. De Duitsers werden verdreven en alle Duitse voetbalclubs hielden op te bestaan.